# Special Edition For Dancing“KADOMATSU DE OMA”
「Special Edition For Dancing“KADOMATSU DE OMA”」（スペシャル・エディション・フォー・ダンシング カドマツ・デ・オマ）は、1985年7月21日に発売された角松敏生通算3作目の12インチ・シングル。

## 解説
「KADOMATSU DE OMA」「SICK KADOMATSU」とも、本盤の2か月前にリリースされた5作目のアルバム『GOLD DIGGER〜with true love〜』収録曲を中心に構成された、テープ編集によるメドレー。元の素材に手を加えて編集されている、ダンスフロア・クラブ向けの12インチ・シングル。
本作は12インチ・シングルの他、カセットテープも同時発売。カセット版のみA面2曲目に「敏松劇場 阿鼻叫喚!!」を収録。内容は「RVCのレコード売上の牽引者となっている角松をさらにバックアップし、新たなファン層を開拓する為に偽のプロフィールを作成しようという会議」の設定のコントで、角松本人の他、実際のレコード会社スタッフや角松のツアーメンバーが出演している。
本盤収録曲は「敏松劇場 阿鼻叫喚!!」を含むいずれも、未CD化となっている。

## アートワーク
ジャケット貼付のステッカーには以下のキャッチコピーが記載されている。
歌詞カードは無し。両面とも回転数がLP盤と同じ33回転 (33 1/3rpm)となっている。

## 収録曲

### Side 1
1. KADOMATSU DE OMA
  - (Tokyo Tower〜Secret Lover)
  - Taken From The Album RAL-8824 “Gold Digger”[注釈 1]
  - Dedicated To All Of Dance Freak
2. 敏松劇場 阿鼻叫喚!! ※カセットのみ収録

### Side 2
1. SICK KADOMATSU
  - (Take Me Far Away〜Girl In The Box〜Do You Wanna Dance〜After 5 Crash〜Move Your Hips All Night Long〜Step Into The Light〜I Can't Stop The Night〜No End Summer)
  - Taken From The Album RAL-8805 "On The City Shore"[注釈 2], RAL-8812 "After 5 Clash"[注釈 3], RAL-4504 "Girl In The Box"[注釈 4], & RAL-8824 "Gold Digger"[注釈 1]
  - Dedicated To All Of Dance Freak